# Големи Свети Врачи
„Свети Безсребреници Козма и Дамян“ или „Големи Свети Врачи“ (на македонска литературна норма: Големи Свети Врачи) е православна църква в град Охрид, Северна Македония.

## Местоположение
Разположена е в горната част на Вароша на склоновете на старата част на града, над църквата „Света София“, и доминира над града.

## История
Църквата е построена на мястото на стара сакрална сграда. Според писмените източници на това място е имало църква, посветена на Светите Врачи, изградена от архиепископ Теодул I Охридски (1056 – 1065). В 1694 година Козма Китийски в своя списък на енориите казва, че църквата е енорийски храм на Втората енория във Варош. Сегашната сграда, според надписите на някои икони в храма, вероятно е изградена в 30-те години на XIX век. По-късно е преправяна.

## Архитектура
Представлява трикорабна базилика с вътрешен купол на четири стълба. Изградена е от обработен бигор с употреба на дялан камък за венците и ъглите. На изток има седемстранна апсида.

## Вътрешност

### Стенописи
Вътрешността е изписана само в купола, където е изобразен Христос Вседържител и четиримата евангелисти, дело на Дичо Зограф. При входната врата на църквата има стенопис от Дичо Зограф, който датира от 1867 година и на който са изобразени патроните Козма и Дамян.

### Икони
В храма има шестдесетина ценни икони, повечето дела на зографите Михаил Георгиу и Константин Йоану от Селица. Красивият иконостас е дело на Мануил Георгиу, също от Селица, и е изработен в 1850 година. Най-забележителни са дървените пана на цокъла на иконостаса, на които нетрадиционно и уникално са изписани пейзажи с градски къщи. Четирите престолни икони са Светите Врачи, Исус Христос, Света Богородица с Христос и Свети Йоан Кръстител - те са датирани в 30-те години на XIX век и са дело на различни зографи - Анастас от Магарево, свещеник Христо Константинов, Константин Йоану и Мануил Георгиу. В църквата има творби и на Антоний Йоанович.

### Царски двери
Царските двери от църквата са от средата XVI век и са дело на изтъкната художествена работилница, действала на територията на Охридската архиепископия. Днес те се намират на иконостаса на „Света Богородица Перивлепта“. Други произведения от същата работилница са царските двери на самата „Света Богородица Перивлепта“ - днес в Националния исторически музей в София, дверите от „Свети Пантелеймон“, дверите от неидентифицирана църква в Охрид - днес в Националния музей в Белград, дверите в „Свети Никола“, дверите от „Свети Георги“ в Горна Влашка махала в Охрид и дверите от „Свети Никола“ в Присовяни.